# Atlético Colegiales
Club Atlético Colegiales jest paragwajskim klubem z siedzibą w mieście Asunción przy ulicy 4 Mojones. Klub założony został w roku 1977 przez rodzinę Zacarías.

## Osiągnięcia
- Mistrz drugiej ligi paragwajskiej: 1982
- Mistrz trzeciej ligi paragwajskiej (2) 1979, 2008
- Półfinał Copa CONMEBOL: 1995
- Udział w Copa Libertadores: 1991, 2000

## Historia
Rodzina Zacaríasów, która założyła klub, nazwała klub "Colegiales" ze względu na posiadaną przez nich sieć księgarni zwanych "El Colegio". Klub przystąpił do rozgrywek ligi paragwajskiej w roku 1982. Colegiales nigdy jeszcze nie został mistrzem kraju, jakkolwiek kilka razy udało im się zakwalifikować do międzynarodowych rozgrywek, i to pomimo faktu, że jest stosunkowo małym klubem. Największym sukcesem klubu było dotarcie do półfinału Copa CONMEBOL w roku 1995. Ponadto klub wziął dwukrotnie udział w Copa Libertadores. W 1991 piłkarze Colegiales zakwalifikowali się do następnej rundy, a w 2000 zakończyli swój udział na rozgrywkach grupowych. Aż od 21 lat trenerem klubu jest Juan Desiderio Zacarías.

## Słynni gracze w historii klubu
- Edgar "La Araña" Denis
- Delio Toledo